# Frank Mager
Frank Mager (Düsseldorf, 6 de octubre de 1969) es un deportista alemán que compitió en remo. Ganó tres medallas de plata en el Campeonato Mundial de Remo entre los años 1996 y 2003.

## Palmarés internacional
| Campeonato Mundial | Campeonato Mundial       | Campeonato Mundial | Campeonato Mundial     |
| Año                | Lugar                    | Medalla            | Prueba                 |
| ------------------ | ------------------------ | ------------------ | ---------------------- |
| 1996               | Motherwell (Reino Unido) | Medalla de plata   | Cuatro scull ligero    |
| 1997               | Aiguebelette (Francia)   | Medalla de plata   | Cuatro scull ligero    |
| 2003               | Milán (Italia)           | Medalla de plata   | Dos sin timonel ligero |